# 马尔科沃村委员会
马尔科沃村委员会（俄语：Марковский сельсовет）是俄罗斯联邦阿穆尔州布拉戈维申斯克区所属的一个村委员会。其下辖有1个居民点，行政中心为马尔科沃。据2016年统计，该村委员会的人口为1331人。